# Ametastegia carpini
Ametastegia carpini är en stekelart som först beskrevs av Hartig 1837.  Ametastegia carpini ingår i släktet Ametastegia, och familjen bladsteklar. Arten är reproducerande i Sverige.